# Marionidrilus weddellensis
Marionidrilus weddellensis är en ringmaskart som beskrevs av Erséus 1994. Marionidrilus weddellensis ingår i släktet Marionidrilus och familjen glattmaskar. Inga underarter finns listade i Catalogue of Life.